# Daniel Isn't Real
Daniel Isn't Real es una película de terror psicológico de 2019 dirigida por Adam Egypt Mortimer, a partir de un guion de Mortimer y Brian DeLeeuw, basada en la novela In This Way I Was Saved de DeLeeuw. Está protagonizada por Miles Robbins, Patrick Schwarzenegger, Sasha Lane, Mary Stuart Masterson, Hannah Marks, Chukwudi Iwuji y Peter McRobbie.
Daniel Isn't Real tuvo su estreno mundial en South by Southwest el 9 de marzo de 2019. Fue lanzado el 6 de diciembre de 2019 por Samuel Goldwyn Films en teatros seleccionados y digitalmente.

## Argumento
Cuando era niño, el tímido y problemático Luke es testigo de las secuelas de un tiroteo masivo en una cafetería del vecindario. Se encuentra con otro chico entre los espectadores en la escena: Daniel, que le invita a jugar y se convierte rápidamente en su amigo. Aunque adultos como la madre de Luke, Claire (Mary Stuart Masterson), no pueden ver a Daniel, él parece físicamente real para Luke. Los niños se convierten en compañeros de juego cercanos, y su conexión ayuda a Luke a sobrellevar el divorcio de sus padres.
Su amistad llega a un abrupto final cuando Daniel convence a Luke de que mezclar una botella entera de la medicación psiquiátrica de Claire en un batido le dará superpoderes. En cambio, resulta en una intoxicación casi fatal. Claire convence a Luke de enviar a Daniel lejos encerrándolo simbólicamente en la antigua casa de muñecas de su madre.
Años más tarde, Luke (Miles Robbins), de edad universitaria, está paralizado por la ansiedad sobre su futuro, su vida social y su responsabilidad hacia su madre, que lucha con delirios paranoicos y odia su propio reflejo. Le confiesa a su terapeuta, el Dr. Cornelius Braun (Chukwudi Iwuji), que teme llegar a ser como ella. En la sesión, retoman el tema del amigo imaginario de la infancia de Luke. Una noche, mientras dormía en la casa de su infancia, Luke abre la casa de muñecas.
Daniel (Patrick Schwarzenegger) reaparece como adulto. Su influencia inicialmente parece benigna cuando ayuda a Luke a frustrar el intento de suicidio de Claire, triunfar en la escuela y comenzar un romance con una artista llamada Cassie (Sasha Lane). Sin embargo, rápidamente comienza a exhibir un comportamiento agresivo, enfureciéndose cuando Luke no lo obedece. Cuando Luke no se decide a tener relaciones sexuales con una estudiante de psicología llamada Sophie (Hannah Marks) en una cita, Daniel se hace cargo de su cuerpo por la fuerza, tiene sexo duro con Sophie y ataca al compañero de cuarto de Luke. Luke es expulsado del campus como resultado y comienza a cuestionarse su propia cordura, creyendo que puede tener esquizofrenia. Intenta desterrar a Daniel de regreso a la casa de muñecas, pero no tiene éxito.
Luke se vuelve cada vez más inestable, convencido de que Daniel se está apoderando de su cuerpo mientras duerme. Visita al padre de John Thigpen, el tirador cuyo crimen comenzó la película, y descubre que John también tenía un amigo invisible llamado Daniel. Luke comienza a darse cuenta de que Daniel es una entidad sobrenatural, no un amigo imaginario.
El Dr. Braun hace una visita a la casa a altas horas de la noche en un intento de separar a Luke y Daniel, pero solo logra que Daniel se haga cargo del cuerpo de Luke y desterre la conciencia de Luke a la casa de muñecas. Daniel luego mata a Braun. Decide que su próximo objetivo será Cassie.
Daniel revela su verdadera naturaleza a Cassie, describiéndose a sí mismo como "un viajero", antes de perseguirla hasta la azotea de su edificio de apartamentos. Cassie le ruega a Luke que regrese a la realidad; escuchándola desde el interior de la casa de muñecas, convoca la voluntad de escapar.
En una confrontación final con Luke, Daniel comparte más información sobre su pasado. Es un parásito psíquico centenario que se ha unido fatalmente a numerosos anfitriones, llevándolos a la violencia o al suicidio.
Luke se da cuenta de que él y Daniel nunca pueden separarse realmente. Después de asegurarse de que Cassie haya escapado a un lugar seguro, se suicida saltando desde el techo. Cassie se acuesta al lado de su cuerpo. 
Daniel, rodeado de una oscuridad de otro mundo, vuelve a su verdadera forma monstruosa, lo que implica que ahora buscará un nuevo anfitrión.

## Reparto
- Miles Robbins como Luke. 
  - Griffin Robert Faulkner como Joven Luke.
- Patrick Schwarzenegger como Daniel.
  - Nathan Reid como Joven Daniel.
- Sasha Lane como Cassie.
- Hannah Marks como Sophie.
- Mary Stuart Masterson como Claire.
- Chukwudi Iwuji como el Dr. Cornelius Brown.
- Peter McRobbie como Percy Thigpen.
- Michael Cuomo como James.
- Andrew Bridges como Richard.

## Producción
En julio de 2018, se anunció que Miles Robbins, Patrick Schwarzenegger, Sasha Lane y Hannah Marks se unieron al elenco de la película, con Adam Egypt Mortimer dirigiendo un guion de él mismo y Brian DeLeeuw, basado en una novela que escribió. Elijah Wood, Daniel Noah, Josh C. Waller y Lisa Whalen producen la película, mientras que Timur Bekbosunov, Johnny Chang, Emma Lee, Peter Wong y Stacy Jorgensen actúan como productores ejecutivos, a través de SpectreVision y ACE Pictures, respectivamente.

### Rodaje
La fotografía principal comenzó en julio de 2018, en la ciudad de Nueva York.

## Estreno
Tuvo su estreno mundial en South by Southwest el 9 de marzo de 2019. Poco después, Samuel Goldwyn Films adquirió los derechos de distribución de la película. Fue lanzado el 6 de diciembre de 2019.

## Respuesta crítica
En el sitio web del agregador de reseñas Rotten Tomatoes, Daniel Isn't Real tiene un índice de aprobación del 82% basado en 73 reseñas, con un promedio ponderado de 7.21/10. El consenso crítico dice "Daniel no es real, pero la diversión inteligente y elegante que espera a los amantes del género en este thriller de suspenso bien actuado es completamente genuina". En Metacritic, la película tiene una puntuación promedio de 62 de 100 basado en 8 revisiones críticas, que indican "revisiones generalmente favorables".
Para Variety, Dennis Harvey llamó a la película "de primer nivel en todos los departamentos" y un "thriller de terror psicológico con estilo". Katie Rife de The A.V. Club escribió que la película es "una versión ingeniosa y emocionante de la intersección de la enfermedad mental y la inspiración creativa que también funciona como un comentario sobre la masculinidad tóxica" y le otorgó una B. Frank Scheck, de The Hollywood Reporter, dijo: "La película es más efectiva cuando se mantiene al espectador fuera de balance en cuanto a si el personaje principal es simplemente un producto de la posible enfermedad mental de Luke o una fuerza malévola real de la variedad demoníaca que busca más y más control de el comportamiento de Luke".